# Гоженко Анатолій Іванович
Гоженко Анатолій Іванович — доктор медичних наук, професор, Заслужений діяч науки та техніки України, директор «Український науково-дослідний інститут медицини транспорту» МОЗ України, президент наукової спілки патофізіологів України,  президент-засновник Асоціації медичної науки України.

## Біографія
Гоженко Анатолій Іванович народився 13 лютого 1948 р. в м.Старобільск, Луганська область. На початку 50-х років сім'я переїжджає до маленького міста Вижниця Чернівецької області.
Після закінчення середньої школи №2 у 1966 році Анатолій Іванович поступає до Чернівецького медичного інституту (нині Буковинський державний медичний університет). У 1972 році закінчив його і був зарахований до аспірантури на кафедру паталогічної фізіології, в 1974 р. призначений асистентом цієї кафедри, в 1980 р. — обраний її завідувачем (1980—1989 рр.).
У 1989 році Гоженко А.І. обирається завідувачем лабораторії гігієни харчування Всесоюзного НДІ гігієни водного транспорту (м.Одеса). В наступному 1990 році Анатолій Іванович створює відділ профілактики та реабілітації. Активна наукова та педагогічна діяльність Гоженко А.І. була визнана і в 1992 році йому проивоєно вчене звання «професор». У 1992 професор А.І.Гоженко займає посаду наукового директора научно-практичного об'єднання «Медицина транспорту».
У 1998 році Анатолію Івановичу присвоєно почесне звання «Заслужений діяч науки та техніки України».
З 1999 по 2012 рік займає посаду завідувача кафедри патологічної фізіології Одеського національного медичного університету.
Великий науковий досвід Гоженка А.І. дозволив йому на III Національному конгресі патофізіологів України (Одеса, 2000 р.) вперше в Україні запропонувати новий розділ патологічної фізіології - клінічну патофізіологію.
У 2004 році Гоженка А.І. назначено директором Державного підприємства «Медицина транспорту» Міністерства охорони здоров'я України.
Українська наукова спілка патофізіологів обрала Анатолія Івановича Гоженка своїм президентом. 
Діючий президент-засновник Асоціації медичної науки України.

## Наукова діяльність
У 1976 р. захистив кандидатську: «Некоторые особенности деятельности и энергетического обмена почек в динамике эксперементального нефрита» 14.00.16 — «Патологическая физиология» — Черновцы.
У 1987 р. — докторську дисертацію: «Энергетическое обеспечение основных почечных функций и процессов в норме и при повреждении почек» 14.00.16 — «Патологическая физиология» — Киев.
А.І.Гоженко вніс значний вклад у вивчення механізмів формування гострої ниркової недостатності, ренального генезу, ролі простогландинів, ренін-ангіотензінової системи і оксиду азоту в їх розвитку.
Анатолій Іванович запропонував сучасну теорію хвороби. Є автором ряду діагностичних методик, зокрема принципово нової методики визначення функціонального ниркового резерву.
Вперше розшифрував механізми зниження клубочкової фільтрації в гострий період пошкодження нирок. Визначив первинний характер ушкодження проксімальних канальців в генезі зменшення клубочкової фільтрації і формування гострої ниркової недостатності. Одним з перших почав вивчати неімунологічні механізми прогресування захворювання нирок.
Під його керівництвом виконано ряд праць з вивченням патофізіології цукрового діабету, онкологічних хвороб, серцево-судинної патології.
Професор Гоженко Анатолій Іванович - засновник міжнародної наукової школи «Клінічна та експеріментальна патофізіологія», яка нараховує більш 150 учнів та послідовників. Багато з його учнів очолюють наукові колективи в Україні, Польщі, США та Канаді.

## Творчий доробок
Автор понад 1600 наукових робіт, у тому числі 54 монографії, 8 підручників.
- «Теорія хвороби». монографія/Одеса:Фенікс, 2018.
- «Функциональный почечный резерв, физиология, патофизиология и диагностика». монография/Киев, 2019.
- «Функціонально-метаболічний континуум: фізіологія  і патологія». монографія/Полтава, 2020.
- «Энергетическое обеспечение основных почечных функций и процессов в норме и при повреждении почек» (1987).
- «Патофізіологія нирок» [у співавторстві]. — навч.посібник/Одеса: Фенікс, 2020.

та інші.
Гоженко Анатолій Іванович автор 80 винаходів.
Опублікував 107 статей, що цитуються у базах "Scopus" та "Web of Science". Індекс Гірша - 24. (дані на 2020 р.)

## Учні
Під керівництвом професора А. І. Гоженка підготувалися та захистилися 33 доктора та 76 кандидатів медичних наук (на 2020 р.).
Докторські дисертації: Роговий Ю.Є., Левицька С.А., Філіпець Н.Д., Васюк В.Л., Бочаров А.В.,  Білецький С.В., Кришталь М.В., Савицький І.В., Авраменко А.О., Гойдик В.С., Свірський О.О, Котюжинська С.Г., Кухарчук О.Л., Васильєв В.О., та інші.
Кандидатські: Дикусаров В.В., Федорук О.С., Грач Ю.І., Мещерякова Н.Г., Спіцин С.І., Перепелюк М.Д., Доренський В.О., Славіна Н.Г., Міщенко В.П., Кирилюк Ю.Л., Стояновський Д.М., Бобильов О.В., Запольський М.В., та інші.

## Нагороди
- Заслужений діяч науки та техніки — указ Президента України № 903 від 02 червня 1998 р.
- Отличник здравоохранения Республики Казахстан — приказ Министерства здравоохранения Республики Казахстан № 718 от 04 декабря 2007 г.
- Медаль им. В.В, Подвысоцкого (2010)
- Медаль им. А. Д. Сперанского (2008)
- Почесна грамота Міністерства охорони здоров'я України (2008)
- Почесний професор Буковинського державного медичного університету.
- Почесний професор Тернопільського державного медичного університету імені І. Я. Горбачевського.[4]